# Erateina rustica
Erateina rustica là một loài bướm đêm trong họ Geometridae.